# Joachim Back
Joachim Back é um cineasta dinamarquês. Como reconhecimento, venceu, no Oscar 2010, a categoria de Melhor Curta-metragem por The New Tenants.